# Karpno (powiat świdwiński)
Karpno (dawniej: niem. Kolanushof) – osada w Polsce położona w województwie zachodniopomorskim, w powiecie świdwińskim, w gminie Świdwin.